# Cephaloscyllium laticeps
Cephaloscyllium laticeps es una especie de peces de la familia Scyliorhinidae en el orden de los Carcharhiniformes.

## Morfología
• Los machos pueden llegar alcanzar los 150 cm de longitud total.

## Reproducción
Es ovíparo.

## Hábitat
Es un pez de mar y de clima tropical que vive hasta los 220 m de profundidad

## Distribución geográfica
Se encuentra al sur de Australia (en Australia Occidental hasta Nueva Gales del Sur ).